# فينيراتون (إراكليون)
فينيراتون (Βενεράτον) هي مدينة في إراكليون في اليونان.
يبلغ عدد سكانها حوالي 917 نسمة.